# Operacija Veleposlanik
Operacija Veleposlanik (izvirno angleško Operation Ambassador) je bil 	britanski komandoški napad v noči iz 14. na 15. julij 1940 na nemško radarsko postajo na otoku Guernsey.